# Brønderslev Kirke
Brønderslev Kirke er opført i 1920-1922 efter tegninger af arkitekt Valdemar Schmidt.
Kirken ligger i Brønderslev i Vendsyssel (Region Nordjylland, – tidligere
Børglum Herred, Hjørring Amt). Den blev indviet 26. marts 1922 og består af et langhus med en tresidet korgavl. Tårnet er fritstående forbundet til kirken ved en mellemgang, der rummer dåbsværelse og sakristi, tårnet blev opført i 1925. I 1982 blev menighedshuset mod vest tilføjet.
Skibet er delt i et midterskib og to sideskibe, dækket af krydshvælv, som bæres af tolv granitsøjler, der er fem meter høje. I 1972 blev kirkens indre fornyet. Et tidligere trækors over alteret blev i 1974 erstattet med det nuværende krucifiks, udført af billedhuggeren Johannes Hansen, bror til den daværende præst. Samtidig fik de to østvinduer indsat glasmosaikker af Helle Scharling, som også har udført de små glasmosaikker i nordre og søndre sideskib.
Korvinduerne symboliserer kampen mellem lys og mørke. Nordre sideskibs vinduer symboliserer Skabelsen, fra vest mod øst ses lyset som bryder mørket, skabelsen af kloderne og vor klode frem til sidste vindue mod øst, der beskriver lyset og begyndende liv i vandet. I søndre sideskib ses fra øst det organiske, dyrene og mennesket, den kristne tanke ved Korsfæstelsen, lignelsen om mennesket der fandt en perle, menneskets afmagt, naturens skaberevne, Jesus bud om at elske sin næste og kærlighedstanke, symboliseret ved en rød streg, som bryder den blå farve. I menighedslokalerne er opstillet flere kunstværker bl.a. en figur af Niels Helledie.

## Eksterne kilder og henvisninger
- Wikimedia Commons har flere filer relateret til Brønderslev Kirke
- Brønderslev Kirke Arkiveret 31. januar 2011 hos  Wayback Machine hos nordenskirker.dk
- Brønderslev Kirke hos KortTilKirken.dk